# Highland (hrabstwo Iowa)
Highland – miasto w Stanach Zjednoczonych, w stanie Wisconsin, w hrabstwie Iowa.